# MTVNHD
MTVNHD (MTVNHD MTV Networks High Definition) fue un canal de televisión por suscripción internacional, lanazado el 15 de septiembre de 2008 por Viacom International. Era un canal de 24 horas de música y entretenimiento en alta definición. El canal estuvo disponible en una selección de países en América.
MTVNHD ofrecía un compilado de programación de MTV, VH1 y Nickelodeon. El canal estaba hospedado en los estudios de MTV Networks International en Varsovia, Polonia. El servicio en idioma inglés sólo se ve en programación original y comprada (enlatados).
El 1 de julio de 2011, MTVNHD pasó a llamarse MTV Live HD, aprovechando el cambio de logotipo de MTV y todos sus canales. Además, al crearse en el Reino Unido Nickelodeon HD, y escaseando los contenidos de VH1, los contenidos en HD de estos canal dejaron de emitirse por MTVNHD, pasando a emitir exclusivamente programación de MTV.

## Programación
De MTV:
- After Hours
- Alphabeat
- Bestival 2009
- Data Videos
- HD Music
- HD Live Countdown
- Jukebox London Live
- MTV Essentials
- MTV Top 20
- MTV World Stage
- Rock am Ring 2010
- Sunrise
- Uncompressed

De VH1:
- VH1 Soul Stage

De Nickelodeon (transmitido sólo los sábados y domingos a partir de las 8 AM): 
- Avatar: La leyenda de Aang
- Bob Esponja
- Fanboy y Chum Chum
- Tak y el poder de Juju